# Phyllodactylus magnus
Phyllodactylus magnus — вид геконоподібних ящірок родини Phyllodactylidae.

## Поширення і екологія
Вид поширений на півдні Мексики, в штатах Чіапас, Герреро, Мічоакан, Оахака і Пуебла та в Гватемалі.